# Demokratická škola
Demokratická škola je školní zařízení, ve kterém žáci/studenti spolurozhodují o chodu školy. Míra spolurozhodování může být různá (od personálních otázek týkající se učitelů/lektorů/průvodců, po otázky spojené s hospodařením školy). Míra spolurozhodování záleží na zřizovateli, častý je model, kdy každý žák/student i členové personálu (technického i pedagogického) mají každý jeden hlas.
První prameny zmiňující demokratickou školu (vzdělávání) se objevují již během Osvícenství, avšak nedošlo k vytvoření žádného silného hlasu, který by demokratické vzdělávání prosazoval.
Filosofie demokratické školy je založena na poznatku, že spolurozhodováním o pravidlech fungování školy (vč. personálních otázek) se mladí lidé učí přijímat odpovědnost za svá rozhodnutí, učí se diskutovat, argumentovat a vyjednávat, což je jedna z kompetencí důležitých pro život, které ve většinovém modelu škol nezískávají.
V České republice existuje Asociace svobodných škol, jejíž součástí je několik zařízení prosazujících demokratické vzdělávaní.

## Vývoj

### Osvícenství

#### John Locke
Již během Osvícenství se objevily texty, jejichž tématem je podoba vzdělávání. John Locke v roce 1693 publikoval dílo Myšlenky o výchově, kde se dotýká tématu přístupu ke vzdělávání. V díle naráží na nutnost neučit způsobem zadávání úkolů a povinování, které studujícího odrazuje, nýbrž způsobem, kdy mu je ponechána volnost a svoboda.

#### Jean-Jacques Rousseau
V roce 1762 byla Jeanem-Jacquesem Rousseauem publikována kniha Emil aneb O výchově, kde na příběhu žáka Emila vysvětluje principy vzdělávání, tak jak je vnímá. V knize zdůrazňuje, že se žák má učit to, co považuje za důležité.

### 19. století
Na konci padesátých let 19. století se ruský spisovatel a filozof Lev Nikolajevič Tolstoj rozhodl založit školu. Toto zařízení bylo především pro děti z chudých poměrů. Principy školy vycházely z debat mezi učitelem a studenty, škola neměla povinnou docházku, a i v dalších ohledech nechávala studentům volnost. Prostory pro studenty vytvořil ze svého sídla ve vesnici Jasnaja Poljana v Rusku. 

### 20. století

#### Dom Sierot
Dom sierot byl dětský domov pro židovské sirotky, který v roce 1912 založil Janusz Korczak. Židovský pedagog a spisovatel nechal postavit speciálně navrženou budovu, která měla sloužit k jeho progresivnímu způsobu vzdělávání. V zařízení měli děti volnost si vybrat vlastní oblast zájmu.

#### Významné demokratické školy
Ze škol, které v minulosti formovaly demokratické vzdělávání a prosazovaly principy demokratického rozhodování, se nejvíce pozornosti dostalo:
Sudbury Valley School, založené ve městě Framingham, které se nachází ve státě Massachusetts. Škola byla založena v roce 1968 a měla zcela demokratické vládnutí. Studenti, společně s pedagogy se v rámci Školních meetingů domlouvali na téměř všech možných aspektech, včetně vybírání zaměstnanců.

#### Summerhill
Za jako úplně nejstarší dosud fungující demokratickou školu je označována škola Summerhill která byla založena v roce 1921 v Hellerau na předměstí Drážďan, a v roce 1927 se přestěhovala na místo, kde funguje dodnes, obce Leiston v hrabství Suffolk.
Mezi znaky, podle kterých je definována jako demokratická škola patří dobrovolná školní docházka a školní meetingy s radou školy.
Tato škola inspirovala i mnohé ze zastánců takzvaného Free schools movement, který vstoupil do povědomí v šedesátých letech 20. století a fungoval i během sedmdesátých let. Vliv hnutí byl značně oslaben letech osmdesátých.

### Demokratické školy v České republice[10]
V České republice funguje Asociace svobodných demokratických škol, která pod sebe sdružuje školy uplatňující následující principy, přičemž je důležité, že všechny platí vždy současně:

#### Sebeřízené učení založené na vnitřní motivaci
Učení vnímáné jako základní lidskou potřebu a přirozenost. Zodpovědnost za své učení mají samy děti.

#### Důvěra a přijetí
Vychází z plné důvěry v děti a jejich pozitivní vnitřní směřování, talenty a jedinečnost.

#### Dobrovolnost a úplné věkové míchání
Děti samy rozhodují o tom, co, kde, kdy, jak a s kým budou dělat.

#### Partnerství a samospráva
Funguje na základě demokratického rozhodování, kde má dítě stejný hlas jako dospělý. Rozhoduje se takto o všech aspektech fungování školy, včetně tvorby pravidel a jejich uplatňování. Z toho vyplývá, že potřeby všech členů školní komunity formují prostředí školy.

#### Otevřenost a nenásilí
Prostředí založené na otevřené a nenásilné komunikaci.

### Seznam členů Asociace svobodných demokratických škol[11]
Donum Felix
Holubník
Erazim
CoLibri
ZeMěŠkola – škola v nás
Sudbury
Svobodná lesní ZŠ Ráj
Svobodná slovácká škola
Starhill
Safira
Ronja
Přirozené učení
Osvobozená škola
Ježek bez klece
Holubník
Gaudi

## Základní principy
Vymezit základní principy demokratických škol je velice komplikované. Každá ze škol je v nějakém ohledu rozdílná. Avšak dva principy mají téměř všechny tyto školy společné:

#### Demokratické vládnutí
Zahrnuje školní meetingy s členy dané komunity, a úzkou spolupráci na všech úrovních.

#### Autonomie studenta v procesu učení
student sám formuje způsob, jakým nabývá nových informací.

## Druhy demokratických školy
Demokratické školy jsou v tomto případě velmi podobné demokratickým zřízením, a to svojí rozmanitostí. Každá demokratická škola se může v lecčem lišit od ostatních. Zde jsou faktory, které mohou formovat jednotlivé typy:

### Osnovy
Demokratické školy jsou typické především tím, že zapojují své studenty do řídících procesů, což ovlivňuje to, jakým způsobem jim je podávána látka a celkově jak probíhá výuka celkově. Demokratické školy se obecně striktně nedrží určitých osnov, jde hlavně o konsenzus. V případě, že osnovy nebyly demokraticky schváleny, tak by se jednalo o nedemokratickou školu. Některé demokratické školy oficiálně nabízejí dobrovolné kurzy, jež pomáhají studentům se připravit na zkoušky z předmětů, o které opravdu jeví zájem a chtějí se jim v budoucnosti věnovat. Tím tak směřuje studium studenty k povolání, které chtějí v budoucnu vykonávat. Samotné kurzy mohou být vyžádány studenty. Pokud o určitý obor je velký zájem, tak se demokraticky rozhodne, zdali se seminář/předmět objeví v osnovách školy.

### Administrativní struktura
Na demokratických školách se často objevuje rozhodovací orgán, který je pojmenován například "school meeting", samozřejmě toto označení se mohou v různých školách lišit. Hlavním principem je to, aby se sešli všichni studenti, učitelé a zaměstnanci školy a společně řešili témata, které se týkají chodu školy. Může se jednat o maličkosti, jako například, kde je schovaný projektor, který je potřeba využít při výuce, ale řeší se zde i závažná rozhodnutí. V případě, že se vybírá nový učitel, tak každý má tu možnost vyjádřit svůj názor. Z této celoškolní skupiny se mohou utvořit menší rozhodovací skupiny, které jsou k tomu spravedlivě oprávněny. Často je zvolen jeden ze studentů, který následně po určité období vede diskuze při těchto schůzkách. Hlavní princip administrativního vedení je tedy rovnost všech studentů a spravedlivé rozhodování.

### Řešení problémů
- V demokratickém školství se klade důraz hlavně na vztahy mezi jednotlivými aktéry. Atmosféra ovlivňuje osobní vývoj studentů, a proto by výuka mělo probíhat v partnerské atmosféře. Hlavní je tedy domluva, která je utvořena mezi studenty, učiteli a dalšími zaměstnanci demokratické školy. V případě, že se objeví problém, tak hlavní je komunikace a rovnostářské postavení. Žáci mají tu možnost pokládat dotazy, stížnosti a projevovat svoji nespokojenost. Dále mohou podávat návrhy s řešením, podněty nebo poskytovat pomoc. Pedagogičtí pracovníci mají pravomoci velmi podobné s tím, že ke vztahu ke studentů se nejedná pouze o povinnosti, ale také o možnosti, práva, vysvětlení a spoluodpovědnost. Myšlenka, že problémy se týkají všech a všichni se tedy musí shodnout, popřípadě podílet, na řešení je v demokratické škole velmi důležitá.[14]

### Studentská nezávislost
Objevují se pedagogické metody, které jsou praktikovány v různých druzích demokratických škol, aby zajistili osobní rozvoj studentů po celou dobu jejich vzdělávání.
- Project based learning (PBL) - Volný překlad tohoto termínu by mohl být například "učení se na základě projektů". Je to učební metoda, ve které se studenti aktivně podílejí na projektech, které se zabývají světově uznávanými tématy nebo tématy, která jsou důležité přímo pro samotné studenty. V této metodě se učitelé snaží, aby daná látka byla studenty pochopena komplexně, a zároveň byla vnímána pragmaticky. Studenti pracují na projektech po určitý čas (od týdne až po celé pololetí) a následně demonstrují svojí práci, vědomosti a schopnosti před živým publikem. Studenti se tak zlepšují v chápání souvislostí, spolupráci, kreativitě a komunikačních schopnostech. PBL tak ve studentech a učitelích probouzí kreativní energii a zvyšuje úroveň motivace.[15]
- Committees, Neboli výbory - Jedná se jednotlivé týmy, které mají pomáhat organizacím ve školním prostoru. Zařizují například plnění rutinních úkolů, které jsou nutné pro správu komunity a jejích správný chod. Tyto skupiny většinou vznikajá v rámci již zmíněných "school meetings". Týmy se mohou zabývat například udržováním bezpečí ve škole, poskytováním možnosti vytvořit určitou zpětnou vazbu, školním designem atd. V těchto výborech se také mohou objevovat i rodiče nebo jiní dobrovolníci, kteří mají zájem podílet se na podpoře a chodu školy.[16][17]
- Studijní skupiny - Jsou to skupiny, které jsou utvořeny na základě společných zájmů a témat, která jsou učiteli a studenty považována za důležité. Vytváření studijních skupin je velmi efektivní strategie pro pokročilé vzdělávání, a to protože se v jednotlivé skupině sdílí poznatky z daného tématu a zároveň se členové skupiny učí jeden od druhého. Tyto skupiny jsou velmi efektivní ve vypracovávání projektů, utváření prezentací nebo v přípravě na zkoušky. Jako hlavní benefity tohoto typu studia jsou považovány především tyto aspekty: Sdílení poznámek, sdílení talentů, podpora od ostatních členů, zohledněné širší škály témat, větší zábava pro studenty.[18]
- Sebehodnocení - Učitelé se snaží učit studenty jak se efektivně sebehodnotit. Studenti tak přebírají odpovědnost za získávání nových poznatků, což je velmi důležitá schopnost pro další studium. Často se nejdříve začíná se vzájemným hodnocením studentů, kteří se pak naučí utvářené názory vztáhnout sami na sebe. Umění hodnocení ostatních i sebehodnocení se zlepšuje s postupem času, a proto je třeba, aby s tím učitelé počítali a nepřetěžovali studenty. [19]
- Mentoring - Mentoring je studijní metoda, kdy je každému studentovy přiřazen mentor, který dohlíží na jeho individuální rozvoj. V současnosti je tato metoda velmi populární a v demokratických školách je hojně zastoupená. Za mentora je považován někdo, kdo je moudrý a odpovědný, přičemž je schopný využít svůj čas k rozvoji a vedení druhé osoby, která je méně zkušená. [20]
- Studijní návody - Jedná se o knihu nebo jiný vzdělávací zdroj, jehož plánem je poskytovat asistenci a podporu pro studenty, kteří se vzdělávají v určitém tématu.[21] Jednotlivé návody jsou vytvářeny kvůli lepším studijním výsledkům. Funkce těchto návodů může být například popis statě předmětu, uspořádání toho, co už se studenti naučili, porovnávání a propojování jednotlivých záchytných bodů nebo pochopení toho, co bylo od vykládáno.[22]
- Samostatně řízené vzdělávání/Unschoolling - Unschoolling je neformální forma studia, která je v České republice zakázána. Škola je kompletně odstraněna ze života jedince, který se následujícím způsobem vzdělává. Signifikantní je absence osnov, jedinec se soustředí pouze na to, co ho zajímá. Dále si jedinec sám řídí své vzdělávání, je mu poskytnuta důvěra v to, že se naučí to, co bude do života potřebovat. Věří se v to, že tato důvěra prosákne do dalších aspektů života a jedinec se tak může svobodně rozhodovat.[23]

### Kritika demokratického školství
Lidský mozek není plně vyvinutý až do plné dospělosti (přibližně ve 25 letech). Náctiletí tedy nedokáží být plně odpovědní za své jednání. Může dojít k jednoduchému ovlivňování těchto jedinců prostředím, ve kterém se nacházejí. Dále mohou být náctiletí více náchylní k impulzivnímu chování.
Další kritika přichází na základě kulturní teorie. Na děti doléhá spousta dalších faktorů než jenom škola. Mohou je ovlivňovat média, reklamy, internet a další sociální konstrukty. V těchto případech si děti nejsou schopny uvědomit vlivy těchto vnějších faktorů a nedokáží se od nich oprostit.